# غراهام فيفيان
غراهام فيفيان (28 فبراير 1946 بأوكلاند في نيوزيلندا - ) (بالإنجليزية: Graham Vivian)‏ هو لاعب كريكت نيوزلندي. شارك مع منتخب نيوزيلندا الوطني للكريكت.

## وصلات خارجية
- غراهام فيفيان على موقع إي آس بي آن كريك إنفو (الإنجليزية)